# Thomas Montagu, 4. Earl of Salisbury

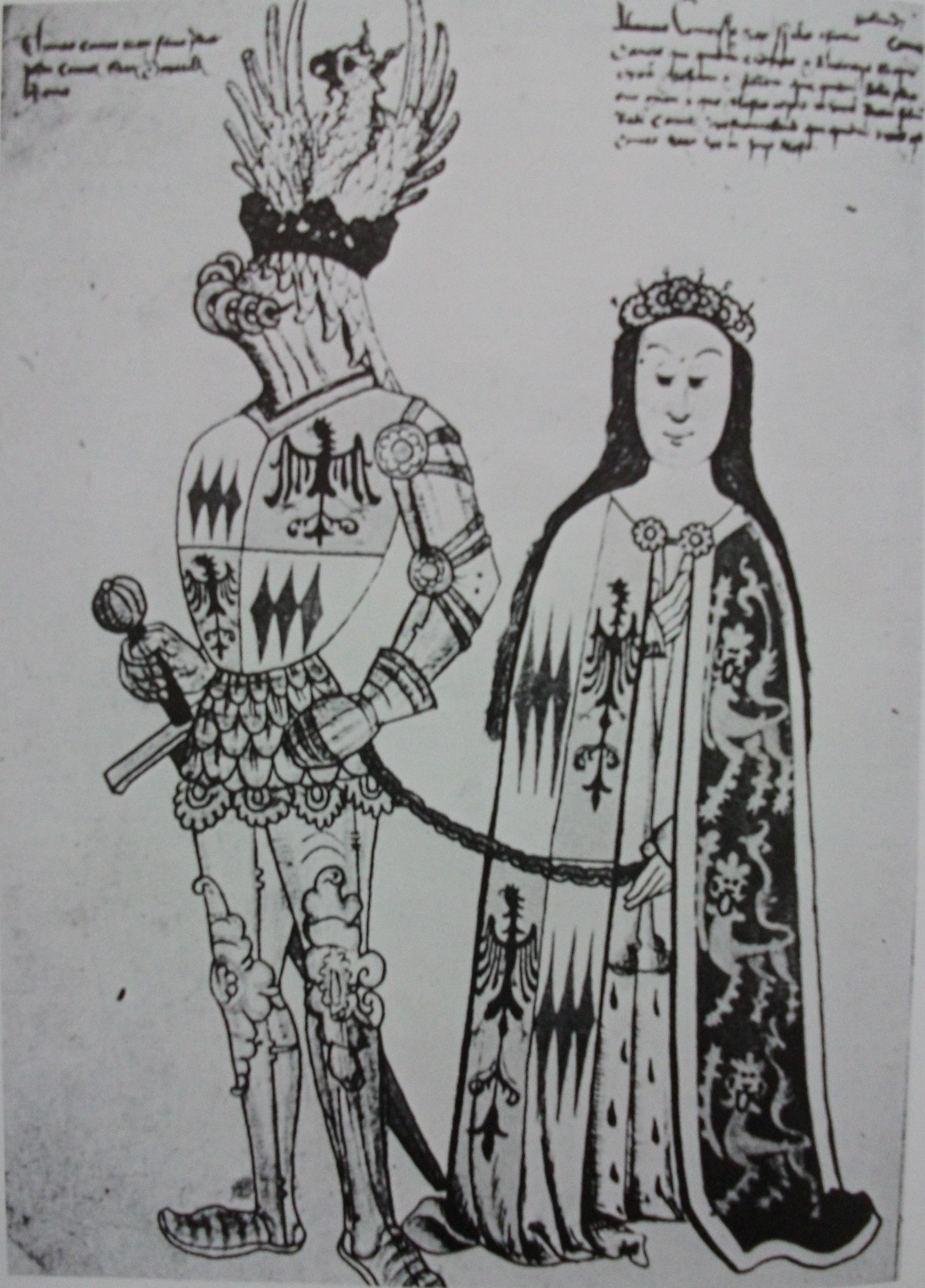
Sir Thomas Montagu und seine erste Gemahlin Eleanor Holland (aus dem Wrythe Garter Book, Buccleugh Handschrift)

Wappen des Thomas Montagu

Thomas Montagu, 4. Earl of Salisbury KG (latinisiert auch Thomas Montacute) (* 1388; † 3. November 1428 bei Orléans) war ein englischer Adliger. Er gilt als einer der fähigsten Feldherren der Engländer im Hundertjährigen Krieg.
Er war in erster Ehe mit Eleanor Holland (* 1386; † nach 1413) verheiratet, der zweiten Tochter von Thomas Holland, 2. Earl of Kent. Mit ihr hatte er eine Tochter, Alice Neville, die dann nach seinem Tode auch seine Titel erbte. Als seine Frau Eleanor um 1413 starb, heiratete er um 1424 Alice Chaucer, die Enkeltochter von Geoffrey Chaucer. Diese Ehe blieb kinderlos.
Unter Heinrich V. stieg Montagu zum Feldmarschall auf, dessen Nachfolger der Regent von Frankreich John of Lancaster, 1. Duke of Bedford, machte ihn zum Oberkommandierenden der englischen Landstreitkräfte in Frankreich. Nach vielen Erfolgen setzte ihn Bedford 1428 bei einer großen Offensive im Tal der Loire ein. Während der Belagerung von Orléans wurde er durch eine Kanonenkugel schwer verwundet und starb wenige Tage danach. Mit ihm verloren die Engländer den letzten erfahrenen Feldherren in diesem Krieg. Sein Nachfolger John Talbot, 1. Earl of Shrewsbury, stand nur noch für die Vertreibung der Engländer aus Frankreich.